# Яблоневый Овраг
Я́блоневый Овра́г — район города Жигулёвск Самарской области России.
До вхождения в состав города в 2004 году являлся посёлком городского типа.

## Топоним
Посёлок получил имя по названию Яблоневого оврага, в котором расположились известняковые карьеры.

## География
Расположен на правом берегу Волги, в 15 км к западу от железнодорожной станции Жигулёвск.
В посёлке есть две основные улицы, одна из которых названа в честь первого директора Жигулёвского комбината строительных материалов, В. К. Никитина.

## История
Являлся посёлком городского типа (код ОКАТО 36404563000) с 1973 по 2004 годы.

## Население
| 1979 | 1989  | 2002  |
| ---- | ----- | ----- |
| 4828 | ↗6192 | ↗6463 |

## Экономика
Во время Великой Отечественной войны в посёлке была найдена первая в СССР девонская нефть (позднее была налажена её добыча).
В посёлке расположен Жигулёвский комбинат стройматериалов (добыча известняка, щебня, производство цемента), принадлежащий компании «Евроцемент».

## Фотографии

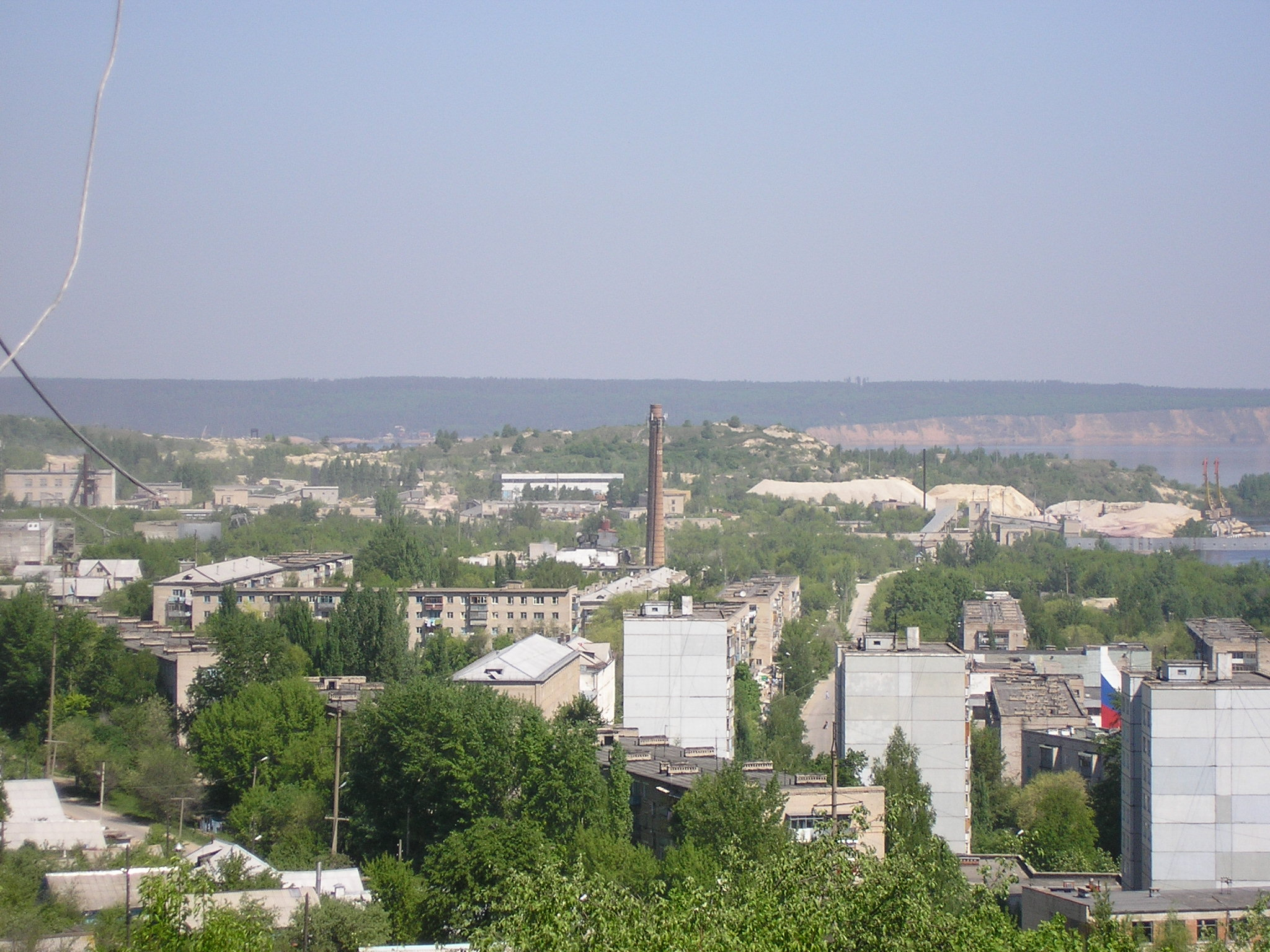
Вид на посёлок Яблоневый Овраг
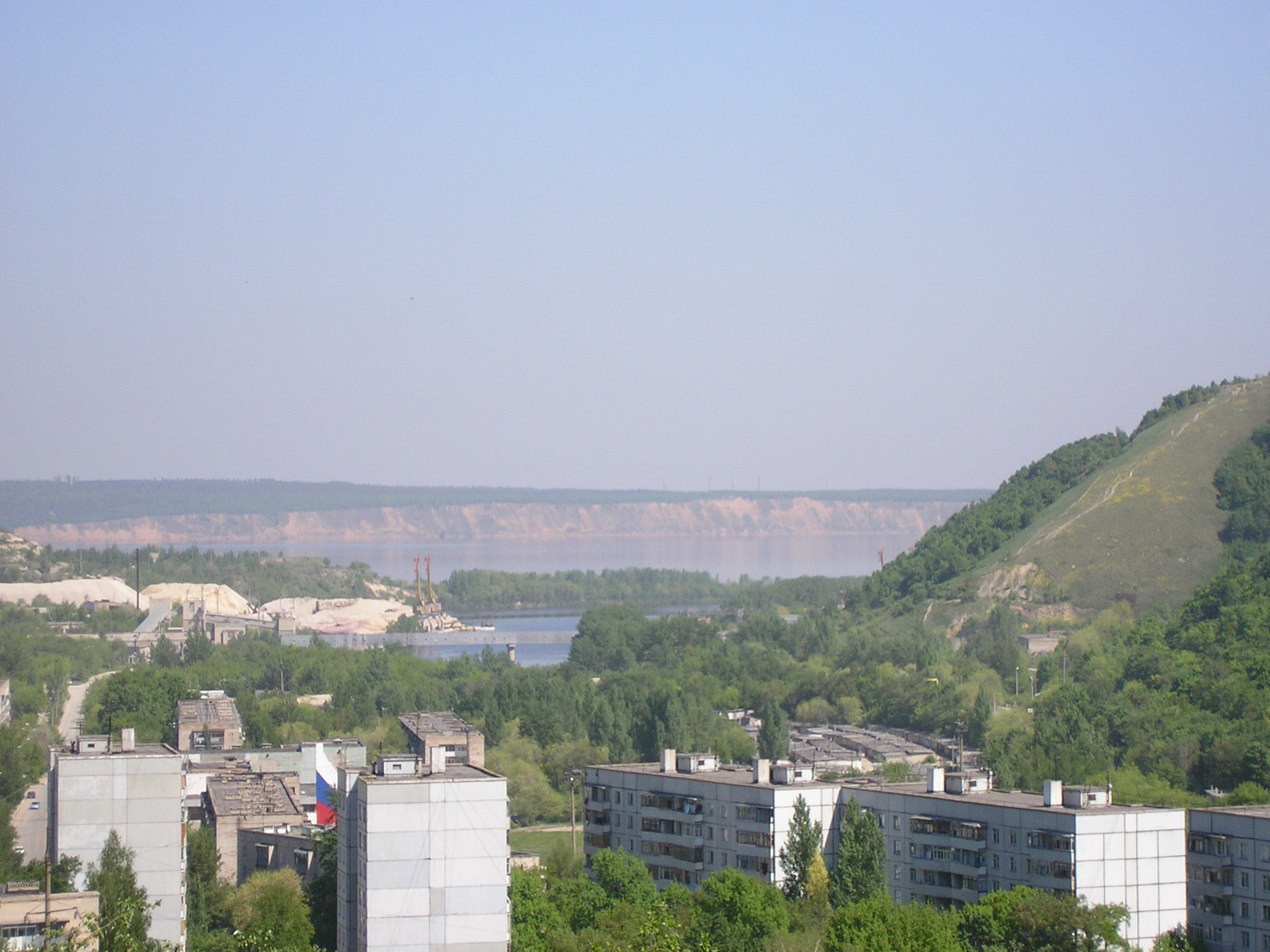
Вид на Лысую гору, Жигулёвское водохранилище и Жигулёвский комбинат стройматериалов
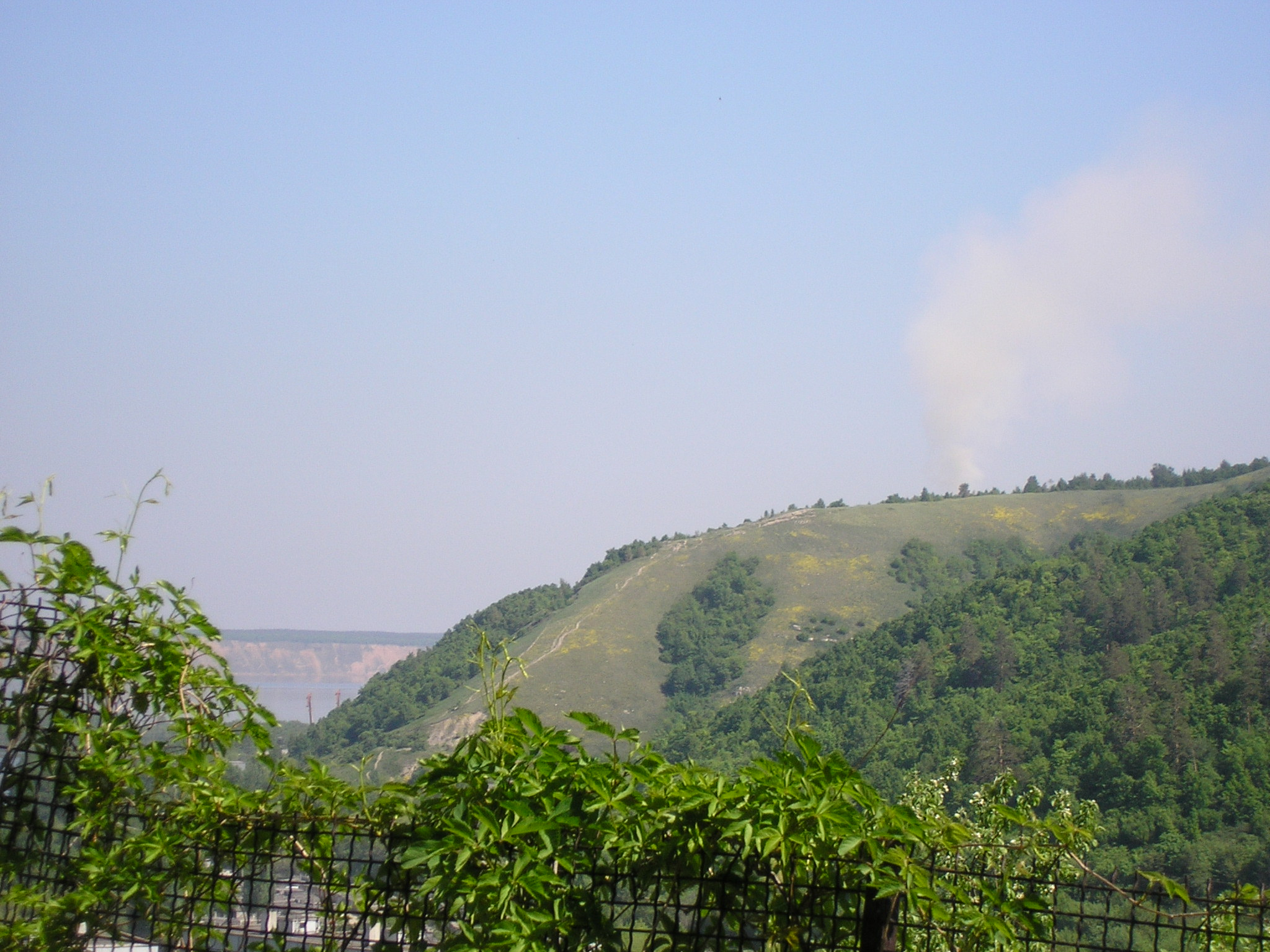
Вид на Лысую гору
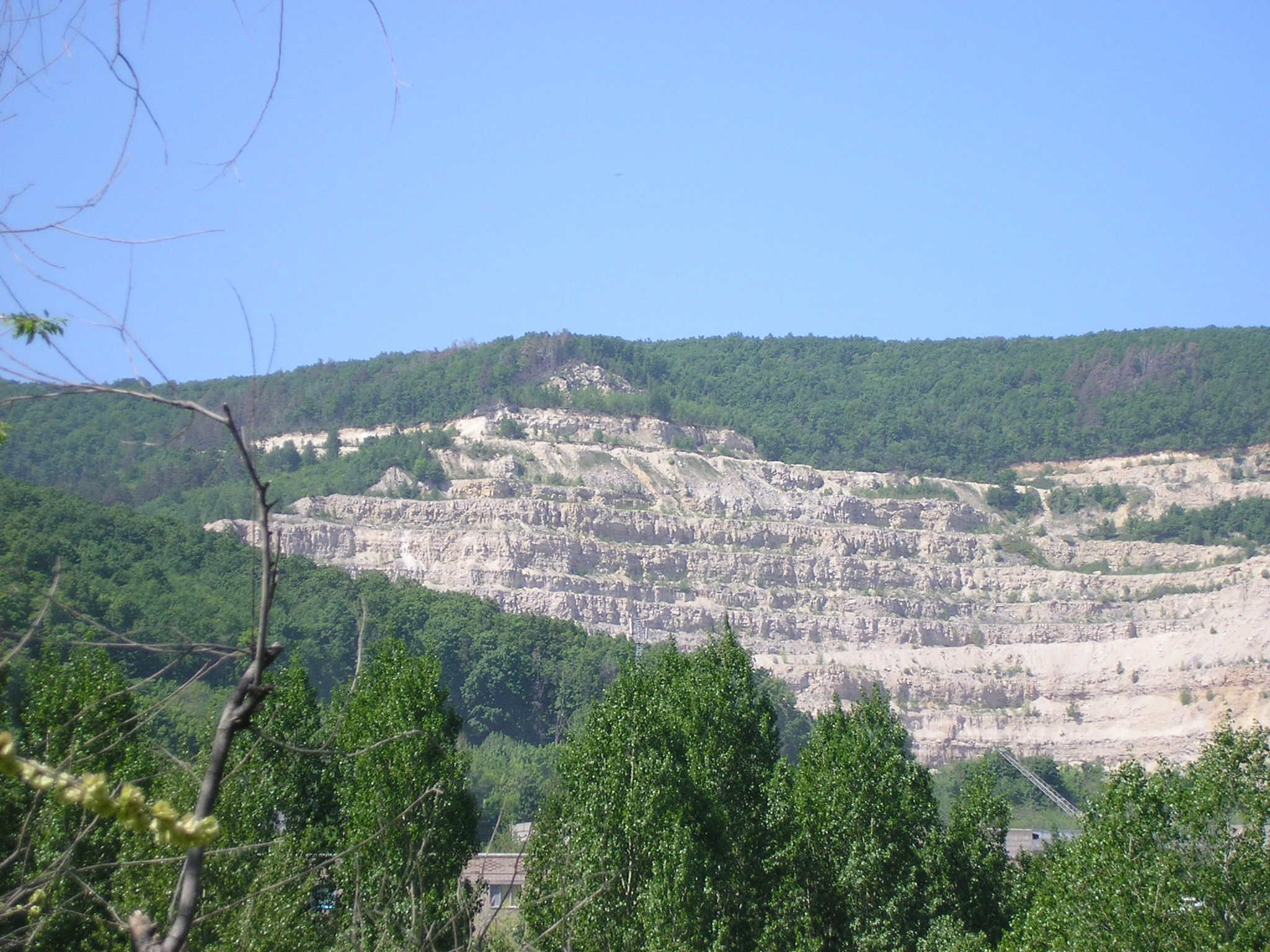
Вид на гору Жигулёвского комбината строительных материалов. На ней проводят взрывные работы
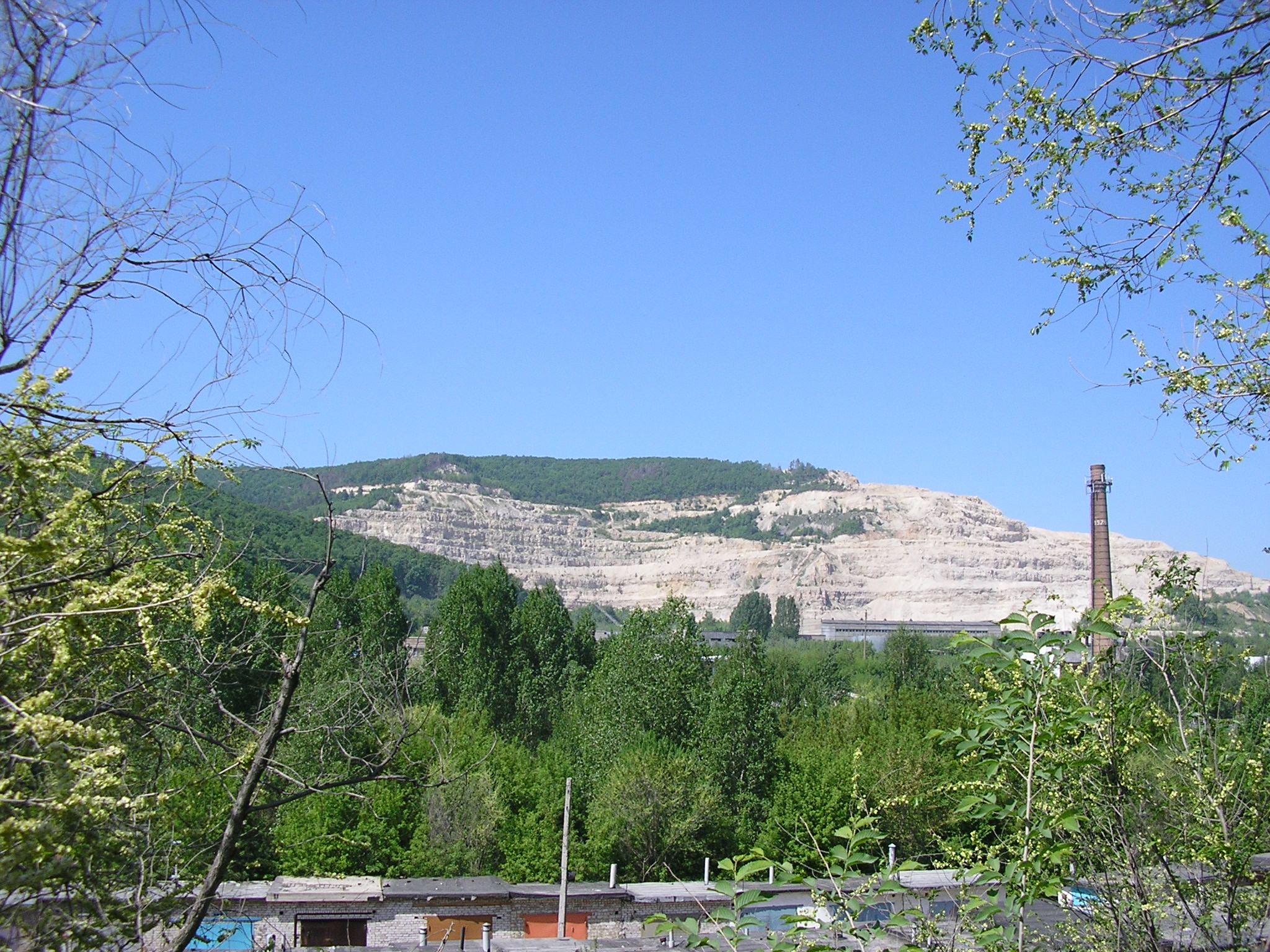
Вид на гору Жигулёвского комбината строительных материалов. На ней проводят взрывные работы
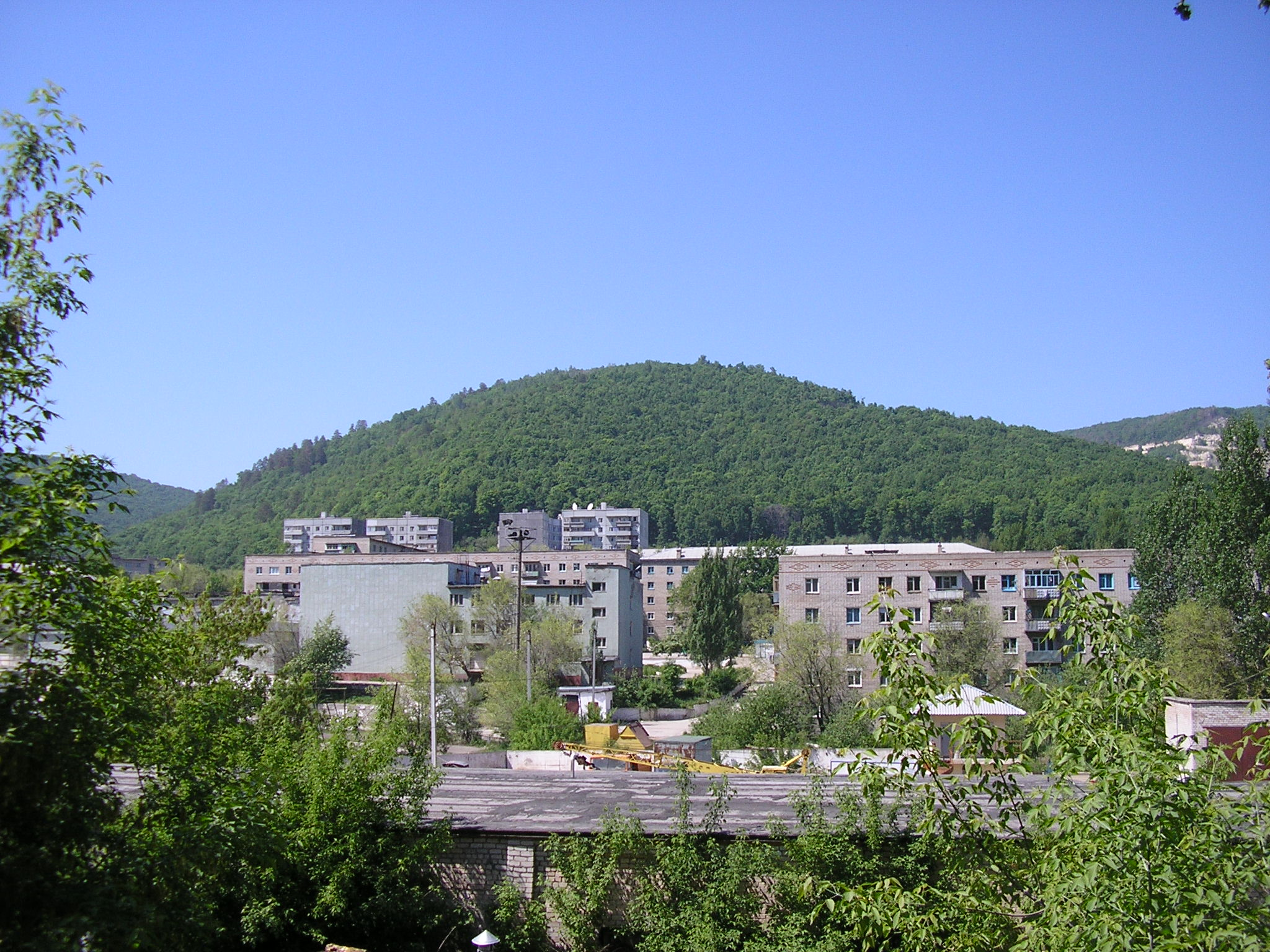
Вид на дом культуры с объездной дороги
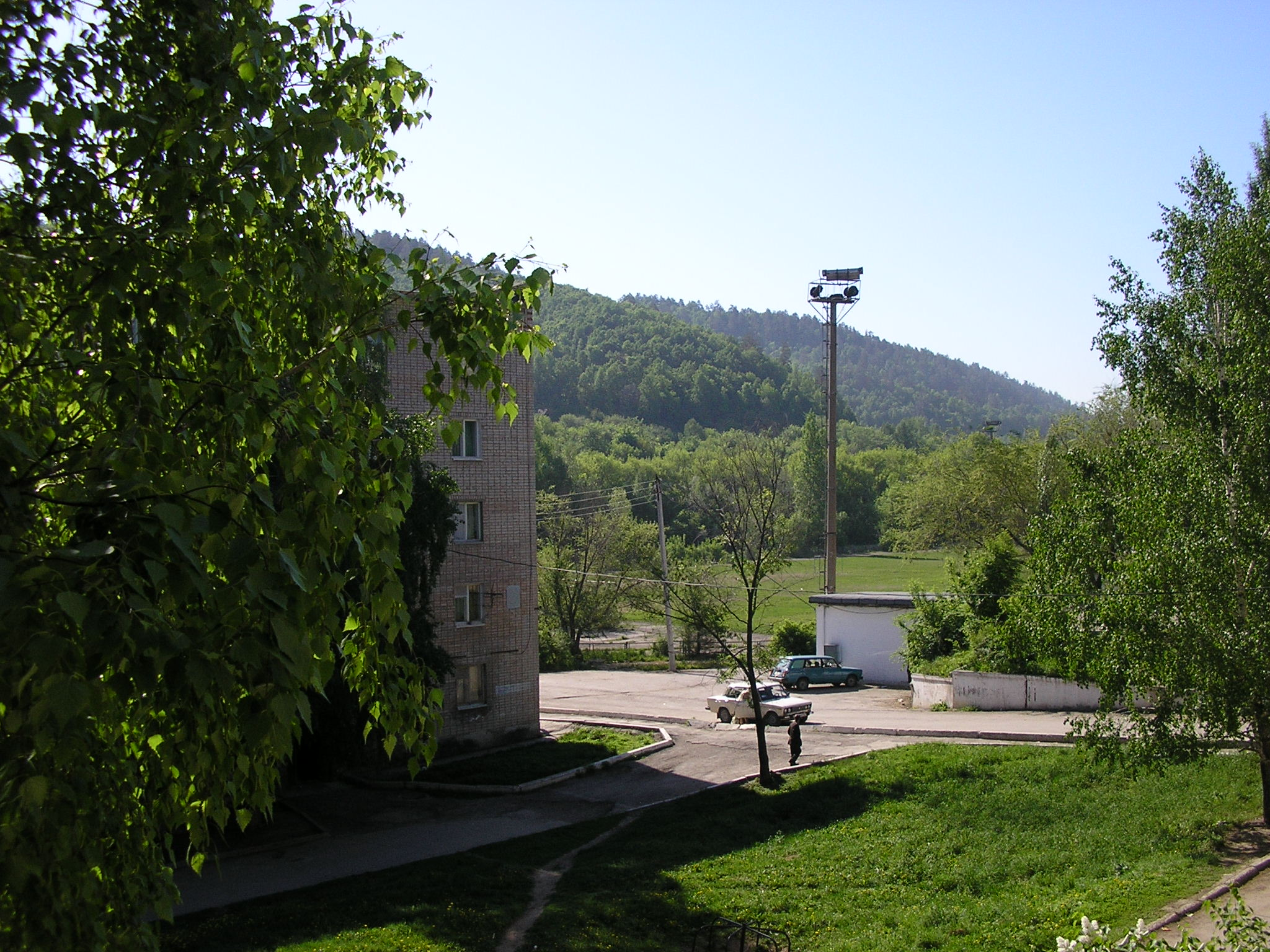
Вид на двор, стадион и горы